# Episodi di Make Room for Daddy (sesta stagione)
La sesta stagione della serie televisiva Make Room for Daddy (The Danny Thomas Show dalla quinta stagione) è andata in onda negli Stati Uniti dal 6 ottobre 1958 al 25 maggio 1959 sulla CBS.
| nº | Titolo originale                    | Prima TV USA     |
| -- | ----------------------------------- | ---------------- |
| 1  | The Bob Hope Show                   | 6 ottobre 1958   |
| 2  | Rusty, the Ward-Heeler              | 13 ottobre 1958  |
| 3  | The First Anniversary               | 20 ottobre 1958  |
| 4  | Terry Goes Steady                   | 27 ottobre 1958  |
| 5  | Take a Message                      | 3 novembre 1958  |
| 6  | A Locket for Linda                  | 10 novembre 1958 |
| 7  | Jack Benny Takes Danny's Job        | 17 novembre 1958 |
| 8  | Uncle Tonoose's Fling               | 24 novembre 1958 |
| 9  | Linda's Tonsils                     | 1º dicembre 1958 |
| 10 | Dinah Shore and Danny are Rivals    | 8 dicembre 1958  |
| 11 | The Reunion                         | 15 dicembre 1958 |
| 12 | Kathy's Career                      | 22 dicembre 1958 |
| 13 | The Saints Come Marching In         | 29 dicembre 1958 |
| 14 | Lucy Upsets the Williams Household  | 5 gennaio 1959   |
| 15 | Tony Bennett Gets Danny's Help      | 12 gennaio 1959  |
| 16 | Tennessee Ernie Stays for Dinner    | 19 gennaio 1959  |
| 17 | Bob Hope and Danny Become Directors | 26 gennaio 1959  |
| 18 | Red Tape                            | 2 febbraio 1959  |
| 19 | Gina from Italy                     | 9 febbraio 1959  |
| 20 | Shirley Jones Makes Good            | 16 febbraio 1959 |
| 21 | Gina's First Date                   | 23 febbraio 1959 |
| 22 | Growing Pains                       | 2 marzo 1959     |
| 23 | Frankie Laine Sings for Gina        | 9 marzo 1959     |
| 24 | Kathy Leaves Danny                  | 16 marzo 1959    |
| 25 | The Latin Lover                     | 23 marzo 1959    |
| 26 | Losers Weepers                      | 30 marzo 1959    |
| 27 | Grampa's Diet                       | 6 aprile 1959    |
| 28 | Double Dinner                       | 20 aprile 1959   |
| 29 | Danny's Big Fan                     | 27 aprile 1959   |
| 30 | Surprise Party                      | 4 maggio 1959    |
| 31 | Gina for President                  | 11 maggio 1959   |
| 32 | The Practical Joke                  | 18 maggio 1959   |
| 33 | Linda's Giant                       | 25 maggio 1959   |

## The Bob Hope Show
- Prima televisiva: 6 ottobre 1958
- Diretto da:
- Scritto da:

### Trama
- Interpreti: Angela Cartwright (Linda Williams), Rusty Hamer (Rusty Williams), Bob Hope (se stesso), Marjorie Lord (Kathy Williams), Danny Thomas (Danny Williams)

## Rusty, the Ward-Heeler
- Prima televisiva: 13 ottobre 1958
- Diretto da:
- Scritto da:

### Trama
- Interpreti: Danny Thomas (Danny Williams), Angela Cartwright (Linda Williams), Rusty Hamer (Rusty Williams), Marjorie Lord (Kathy Williams)

## The First Anniversary
- Prima televisiva: 20 ottobre 1958
- Diretto da:
- Scritto da:

### Trama
- Interpreti: Danny Thomas (Danny Williams), Marjorie Lord (Kathy Williams), Rusty Hamer (Rusty Williams), Angela Cartwright (Linda Williams), William Demarest (Mr. Daly), Sherry Jackson (Terry Williams, filmati d'archivio), Amanda Randolph (Louise)

## Terry Goes Steady
- Prima televisiva: 27 ottobre 1958
- Diretto da:
- Scritto da:

### Trama
- Interpreti: Danny Thomas (Danny Williams), Angela Cartwright (Linda Williams ; solo credito), John Hamer (Walter), Rusty Hamer (Rusty Williams), Tommy Ivo (David), Sherry Jackson (Terry Williams), Marjorie Lord (Kathy Williams)

## Take a Message
- Prima televisiva: 3 novembre 1958
- Diretto da:
- Scritto da:

### Trama
- Interpreti: Danny Thomas (Danny Williams), Claire Carleton (Mrs. Wolf), Angela Cartwright (Linda Williams), Byron Foulger (Ed Wolf), Rusty Hamer (Rusty Williams), Marjorie Lord (Kathy Williams), Helen Parrish (Bernice Fox), Amanda Randolph (Louise), James Seay (George Fox)

## A Locket for Linda
- Prima televisiva: 10 novembre 1958
- Diretto da:
- Scritto da:

### Trama
- Interpreti: Danny Thomas (Danny Williams), Marjorie Lord (Kathy Williams), Rusty Hamer (Rusty Williams), Angela Cartwright (Linda Williams)

## Jack Benny Takes Danny's Job
- Prima televisiva: 17 novembre 1958
- Diretto da:
- Scritto da:

### Trama
- Interpreti: Danny Thomas (Danny Williams), Marjorie Lord (Kathy Williams), Rusty Hamer (Rusty Williams), Angela Cartwright (Linda Williams), Jack Benny (Jack Benny), Eddie Ryder (Hotel Worker), James Ronald Poe (Cub Scout in Show), Garry Duckworth (Cub Scout in Show), David Stewart (Cub Scout in Show), Bobby Mandolph (Cub Scout in Show)

## Uncle Tonoose's Fling
- Prima televisiva: 24 novembre 1958
- Diretto da:
- Scritto da:

### Trama
- Interpreti: Danny Thomas (Danny Williams), Angela Cartwright (Linda Williams ; solo credito), Hans Conried (zio Toonose), Rusty Hamer (Rusty Williams), Joyce Jameson (Gloria Duncan), Marjorie Lord (Kathy Williams)

## Linda's Tonsils
- Prima televisiva: 1º dicembre 1958
- Diretto da:
- Scritto da:

### Trama
- Interpreti: Danny Thomas (Danny Williams), Angela Cartwright (Linda Williams), Steven Geray (dottore ver Hagen), Dorothy Hamer (infermiera), Rusty Hamer (Rusty Williams), Tom Jacobs (Tom), John Laing (maestro delle cerimonie), Marjorie Lord (Kathy Williams), Amanda Randolph (Louise)

## Dinah Shore and Danny are Rivals
- Prima televisiva: 8 dicembre 1958
- Diretto da:
- Scritto da:

### Trama
- Interpreti: Danny Thomas (Danny Williams), Marjorie Lord (Kathy Williams), Rusty Hamer (Rusty Williams), Angela Cartwright (Linda Williams), Byron Foulger (Henry Miller), Shirley Mitchell (Martha Miller), Melissa Montgomery (se stessa), Dinah Shore (se stessa), Patrick Waltz (uomo a scuola)

## The Reunion
- Prima televisiva: 15 dicembre 1958
- Diretto da:
- Scritto da:

### Trama
- Interpreti: Danny Thomas (Danny Williams), Argentina Brunetti (Mama Razzini), Angela Cartwright (Linda Williams), Paul Duboy (Man In Dream), Douglas Fowley (professore Harry Lipman), Milton Frome (dottor C. Marion (Charlie) 'Fingers' Patman), Warren Frost (Man In Dream), Charity Grace (Miss Mercedes Ceceila Pelham), Rusty Hamer (Rusty Williams), Marjorie Lord (Kathy Williams), Gregg Palmer (Man In Dream), Alan Reed (Joe Ferbus - diplomatico), Bill Tracy (uomo nel sogno)

## Kathy's Career
- Prima televisiva: 22 dicembre 1958
- Diretto da:
- Scritto da:

### Trama
- Interpreti: Danny Thomas (Danny Williams), Angela Cartwright (Linda Williams), Rusty Hamer (Rusty Williams), Cathy Lewis (Arlene Colby), Marjorie Lord (Kathy Williams), Amanda Randolph (Louise)

## The Saints Come Marching In
- Prima televisiva: 29 dicembre 1958
- Diretto da:
- Scritto da:

### Trama
- Interpreti: Danny Thomas (Danny Williams), Bill Baldwin Jr. (membro della banda), El Brendel (Mr. Swenson), Stewart Brotman (membro della banda), Angela Cartwright (Linda Williams), Bobby Crosby (membro della banda), Jay Daversa (membro della banda), Richard Grayson (membro della banda), Rusty Hamer (Rusty Williams), Marjorie Lord (Kathy Williams), Charles Meredith (Preside Scuola), Danny Richards Jr. (Richard Fuller), Lurene Tuttle (Miss Burns), Stan Wright (membro della banda)

## Lucy Upsets the Williams Household
- Prima televisiva: 5 gennaio 1959
- Diretto da:
- Scritto da:

### Trama
- Interpreti: Danny Thomas (Danny Williams), Marjorie Lord (Kathy Williams), Angela Cartwright (Linda Williams; solo credito), Desi Arnaz (Ricky Ricardo), Lucille Ball (Lucy Ricardo), Rusty Hamer (Rusty Williams; solo credito), Sandra Wright (Sales Clerk)

## Tony Bennett Gets Danny's Help
- Prima televisiva: 12 gennaio 1959
- Diretto da:
- Scritto da:

### Trama
- Interpreti: Danny Thomas (Danny Williams), Tony Bennett (Cousin Stephen), Angela Cartwright (Linda Williams ; solo credito), Hans Conried (zio Tonoose), Rusty Hamer (Rusty Williams), Marjorie Lord (Kathy Williams), Ruth Perrott (Zia Sophie)

## Tennessee Ernie Stays for Dinner
- Prima televisiva: 19 gennaio 1959
- Diretto da:
- Scritto da:

### Trama
- Interpreti: Danny Thomas (Danny Williams), Marjorie Lord (Kathy Williams), Rusty Hamer (Rusty Williams), Angela Cartwright (Linda Williams), Tennessee Ernie Ford ('Kentucky' Cal)

## Bob Hope and Danny Become Directors
- Prima televisiva: 26 gennaio 1959
- Diretto da:
- Scritto da:

### Trama
- Interpreti: Danny Thomas (Danny Williams), Marjorie Lord (Kathy Williams), Rusty Hamer (Rusty Williams), Angela Cartwright (Linda Williams), Eric Anderson (Leslie - Nipote di Hope), Terry Burnham (Ragazza in commedia), Veronica Cartwright (Ragazza in commedia), Dana Dillaway (Girl In Play), Bob Hope (se stesso), Joycelyne Lew (Ragazza in commedia), Joan Tompkins (Charlotte Foster)

## Red Tape
- Prima televisiva: 2 febbraio 1959
- Diretto da:
- Scritto da:

### Trama
- Interpreti: Danny Thomas (Danny Williams), Denise Alexander (Gerta Shoentler), Parley Baer (Mr. Kendall), Angela Cartwright (Linda Williams), Angela Greene (Paula Bennett), Rusty Hamer (Rusty Williams), Marjorie Lord (Kathy Williams)

## Gina from Italy
- Prima televisiva: 9 febbraio 1959
- Diretto da:
- Scritto da:

### Trama
- Interpreti: Danny Thomas (Danny Williams), Marjorie Lord (Kathy Williams), Rusty Hamer (Rusty Williams), Angela Cartwright (Linda Williams), Annette Funicello (Gina Minelli), Dayton Lummis (Mr. Gianelli), Ray Roberts (Mario)

## Shirley Jones Makes Good
- Prima televisiva: 16 febbraio 1959
- Diretto da:
- Scritto da:

### Trama
- Interpreti: Danny Thomas (Danny Williams), Marjorie Lord (Kathy Williams), Rusty Hamer (Rusty Williams), Angela Cartwright (Linda Williams), Ben Lessy (Benny Lessy), Shirley Jones (Shirley Nielsen), Lauritz Melchior (Otto Nielsen), Sid Melton ('Uncle Charley' Halper)

## Gina's First Date
- Prima televisiva: 23 febbraio 1959
- Diretto da:
- Scritto da:

### Trama
- Interpreti: Danny Thomas (Danny Williams), Marjorie Lord (Kathy Williams), Rusty Hamer (Rusty Williams), Angela Cartwright (Linda Williams), Pat Colby (Bronco Lewis), Annette Funicello (Gina Minelli), Richard Tyler (Buck Weaver)

## Growing Pains
- Prima televisiva: 2 marzo 1959
- Diretto da:
- Scritto da:

### Trama
- Interpreti: Barbara Beaird (Sylvia Watkins), Angela Cartwright (Linda Williams), Rusty Hamer (Rusty Williams), Marjorie Lord (Kathy Williams), Danny Thomas (Danny Williams)

## Frankie Laine Sings for Gina
- Prima televisiva: 9 marzo 1959
- Diretto da:
- Scritto da:

### Trama
- Interpreti: Danny Thomas (Danny Williams), Marjorie Lord (Kathy Williams), Rusty Hamer (Rusty Williams), Angela Cartwright (Linda Williams), Amanda Randolph (Louise), Annette Funicello (Gina Minelli), Frankie Laine (se stesso), Judy Nugent (Betty - Amica di Gina)

## Kathy Leaves Danny
- Prima televisiva: 16 marzo 1959
- Diretto da:
- Scritto da:

### Trama
- Interpreti: Danny Thomas (Danny Williams), Angela Cartwright (Linda Williams), The Eligibles (loro stessi), Rusty Hamer (Rusty Williams), Sheldon Leonard (Phil Brocaw), Marjorie Lord (Kathy Williams), Amanda Randolph (Louise), Harry Ruby (Harry Ruby)

## The Latin Lover
- Prima televisiva: 23 marzo 1959
- Diretto da:
- Scritto da:

### Trama
- Interpreti: Danny Thomas (Danny Williams), Marjorie Lord (Kathy Williams), Rusty Hamer (Rusty Williams), Angela Cartwright (Linda Williams), Mario Farrar (Mario Firenze), Annette Funicello (Gina Minelli), Richard Tyler (Buck Weaver)

## Losers Weepers
- Prima televisiva: 30 marzo 1959
- Diretto da:
- Scritto da:

### Trama
- Interpreti: Danny Thomas (Danny Williams), Angela Cartwright (Linda Williams), Rusty Hamer (Rusty Williams), Sheldon Leonard (Phil Brokaw), Art Lewis (Building Doorman), Marjorie Lord (Kathy Williams), Nancy Millard (Myrna - Segretaria di Phil), Amanda Randolph (Louise), Johnny Silver (Mr. Shermahorn)

## Grampa's Diet
- Prima televisiva: 6 aprile 1959
- Diretto da:
- Scritto da:

### Trama
- Interpreti: Danny Thomas (Danny Williams), Phil Arnold (Delivery Man), Madge Blake (Zia Martha), Angela Cartwright (Linda Williams), Charles Coburn (John Malloy - Grampa), Rusty Hamer (Rusty Williams), Tom Jacobs (Uomo in gastronomia), Marjorie Lord (Kathy Williams)

## Double Dinner
- Prima televisiva: 20 aprile 1959
- Diretto da:
- Scritto da:

### Trama
- Interpreti: Danny Thomas (Danny Williams), Jack Albertson (Sam Jacobs), Angela Cartwright (Linda Williams), Rusty Hamer (Rusty Williams), Marjorie Lord (Kathy Williams), Sid Melton (Charley Halper), J. Pat O'Malley (Ed Kelly)

## Danny's Big Fan
- Prima televisiva: 27 aprile 1959
- Diretto da:
- Scritto da:

### Trama
- Interpreti: Danny Thomas (Danny Williams), Marjorie Lord (Kathy Williams), Rusty Hamer (Rusty Williams), Angela Cartwright (Linda Williams), Ben Lessy (Benny Lessy), Salvatore Baccaloni (Salvatore Robustelli), Leonard Bremen (Delivery Man), John Laing (fattorino), Frank Nelson (cameriere a colazione)

## Surprise Party
- Prima televisiva: 4 maggio 1959
- Diretto da:
- Scritto da:

### Trama
- Interpreti: Angela Cartwright (Linda Williams), Rusty Hamer (Rusty Williams), Vivi Janiss (Doris), Ben Lessy (zio Benny), Marjorie Lord (Kathy Williams), J. Pat O'Malley (Ed), Amanda Randolph (Louise), Danny Thomas (Danny Williams)

## Gina for President
- Prima televisiva: 11 maggio 1959
- Diretto da:
- Scritto da:

### Trama
- Interpreti: Danny Thomas (Danny Williams), Marjorie Lord (Kathy Williams), Rusty Hamer (Rusty Williams), Angela Cartwright (Linda Williams), Susan Anderson (Sarah Phillips - Class Vice Presidential Candidate), Pat Colby (Student Moderator), Annette Funicello (Gina Minelli), Richard Tyler (Buck Weaver)

## The Practical Joke
- Prima televisiva: 18 maggio 1959
- Diretto da:
- Scritto da:

### Trama
- Interpreti: Danny Thomas (Danny Williams), Angela Cartwright (Linda Williams), Joseph Corey (Delivery Man), Rusty Hamer (Rusty Williams), Tom Jacobs (Nightclub Worker), Muriel Landers (Muriel Schultz), Marjorie Lord (Kathy Williams), Sid Melton (Charley Halper)

## Linda's Giant
- Prima televisiva: 25 maggio 1959
- Diretto da:
- Scritto da:

### Trama
- Interpreti: Danny Thomas (Danny Williams), Angela Cartwright (Linda Williams), Rusty Hamer (Rusty Williams), Marjorie Lord (Kathy Williams), Robert 'Big Buck' Maffei (Mr. Jumbo), Amzie Strickland (Miss Richter)